# Покровка (Мелеузовский район)
Покровка (баш. Покровка) — деревня в Мелеузовском районе Республики Башкортостан Российской Федерации. Входит в состав Корнеевского сельсовета.

## География

### Географическое положение
Расстояние до:
- районного центра (Мелеуз): 44 км,
- центра сельсовета (Корнеевка): 2 км,
- ближайшей ж/д станции (Салават): 14 км.

## Население
| 2002 | 2009 | 2010 |
| ---- | ---- | ---- |
| 112  | ↗139 | ↘128 |

Национальный состав
Согласно переписи 2002 года, преобладающие национальности — казахи (52 %), русские (44 %).